# Socialismo ético
O socialismo ético é uma filosofia política que apela ao socialismo por razões éticas e morais, em oposição a razões econômicas, egoístas e consumistas. Enfatiza a necessidade de uma economia moralmente consciente, baseada nos princípios do altruísmo, cooperação e justiça social, enquanto se opõe ao individualismo possessivo.
Em contraste com o socialismo inspirado pelo racionalismo, materialismo histórico, economia neoclássica e teoria marxista, que baseiam seus apelos ao socialismo com base na eficiência econômica, racionalidade ou inevitabilidade histórica, o socialismo ético se concentra nas razões morais e éticas para advogar o socialismo.
O socialismo ético tem alguma sobreposição significativa com o socialismo cristão, fabianismo, socialismo de guilda, socialismo liberal, reformismo social-democrata e socialismo utópico. Sob a influência de políticos como Carlo Rosselli na Itália, os social-democratas começaram a se desassociar do marxismo ortodoxo como representado pelo marxismo-leninismo, adotando o socialismo liberal, keynesianismo e apelando à moralidade antes do que qualquer cosmovisão consistentemente sistemática, científica ou materialista. A social-democracia fez apelos a sentimentos comunitários, corporativistas e às vezes nacionalistas, enquanto rejeitava o determinismo econômico e tecnológico geralmente característico do marxismo ortodoxo e do liberalismo econômico.

## Visão geral

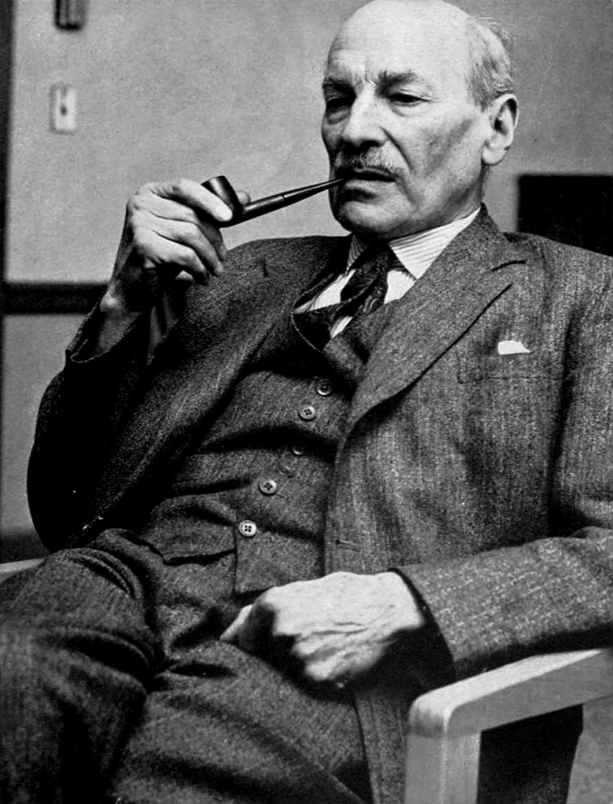
Clement Attlee, primeiro ministro do Reino Unido (1945–1951)

O socialismo ético teve um impacto profundo no movimento social-democrata e no reformismo durante a segunda metade do século XX, particularmente na Grã-Bretanha. O socialismo ético é distinto em seu foco nas críticas à ética do capitalismo e não apenas nas críticas às questões econômicas, sistêmicas e materiais do capitalismo. Quando o Partido Social Democrata da Alemanha (SPD) renunciou ao marxismo ortodoxo durante o Programa Godesberg na década de 1950, o socialismo ético tornou-se a filosofia oficial dentro do SPD.
O termo socialismo ético inicialmente surgiu como um pejorativo pela economista marxista Rosa Luxemburgo contra o reformista, revisionista marxista Eduard Bernstein e os seus apoiantes, que evocavam  ideais liberais neo-kantianos e argumentos éticos em favor do socialismo. Socialistas éticos auto-reconhecidos logo surgiram na Grã-Bretanha, como o socialista cristão R. H. Tawney, e seus ideais foram conectados aos ideais socialistas cristãos, fabianos e socialistas de guilda. O socialismo ético era uma ideologia importante dentro do Partido Trabalhista britânico. O socialismo ético foi apoiado publicamente pelos primeiros-ministros britânicos Ramsay MacDonald, Clement Attlee, e Tony Blair.
Os socialistas utópicos, uma das primeiras correntes do pensamento socialista moderno, apresentaram visões e esboços para sociedades ideais imaginárias ou futuristas, caracterizadas pelo estabelecimento de uma economia moral, com ideais positivos baseados em fundamentos morais e éticos como sendo a principal razão para a mudança na sociedade nessa direção. Antes dos marxistas estabelecerem uma hegemonia sobre as definições de socialismo, "o termo socialismo era um conceito amplo" que se referia a uma ou mais das várias teorias destinadas a resolver o problema do trabalho através de mudanças radicais na economia capitalista. Descrições do problema, explicações de suas causas e soluções propostas (por exemplo, abolição da propriedade privada ou apoio a cooperativas e propriedade pública, entre outras) variavam entre as filosofias socialistas.

## Temas

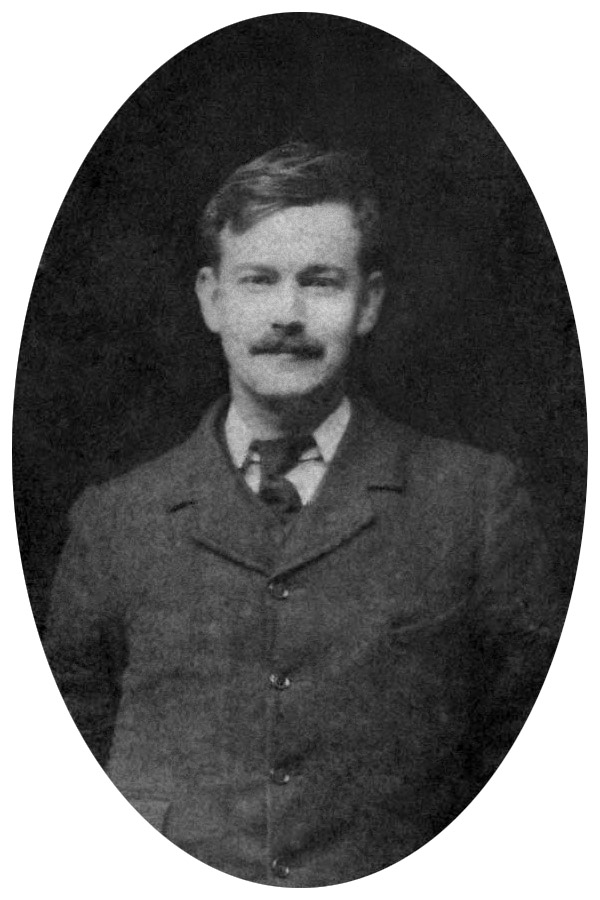
R. H. Tawney, fundador do socialismo ético

RH Tawney denunciou o comportamento amoral e imoral egoísta que ele alegou ser apoiado pelo capitalismo. Tawney se opôs ao que chamou de "sociedade aquisitiva" que causa com que a  propriedade privada seja usada para transferir lucros excedentes para "proprietários sem função", ou seja, rentistas capitalistas. No entanto, ele não denunciou os administradores como um todo, acreditando que a gerência e os funcionários poderiam se unir em uma aliança política de reforma. Tawney apoiou o escoamento do lucro excedente por meio de tributação progressiva para redistribuir esses fundos em proporcionar bem-estar social (incluindo assistência pública à saúde, educação pública e habitação pública) e a nacionalização de indústrias e serviços estratégicos. Ele apoiou a participação dos trabalhadores nos negócios de gestão na economia, bem como a cooperação entre consumidores, funcionários, empregadores e Estado na regulação da economia.
Embora Tawney apoiasse um papel substancial da empresa pública na economia, ele afirmou que, quando a empresa privada prestasse um serviço proporcional aos retornos do investimento que constitua uma propriedade privada funcional, então uma empresa poderia ser útil e legitimamente deixada em mãos privadas. Thomas Hill Green apoiava o direito de oportunidades iguais para todos os indivíduos poderem livremente apropriar propriedade, mas alegava que a aquisição de riqueza não implicava que um indivíduo pudesse fazer o que quisesse uma vez que a riqueza estivesse em sua posse. Green se opôs aos "direitos de propriedade de poucos" que estavam impedindo a propriedade de muitos.
O socialismo ético foi defendido e promovido pelo ex-primeiro ministro britânico Tony Blair, que foi influenciado por John Macmurray, ele próprio influenciado por Green. Blair definiu o socialismo ético com noções semelhantes promovidas pelos socialistas éticos anteriores, como ênfase no bem comum, direitos e responsabilidades e apoio a uma sociedade orgânica na qual os indivíduos florescem por meio da cooperação. Segundo Blair, o Partido Trabalhista teve problemas nas décadas de 1960 e 1970 quando abandonou o socialismo ético e ele acredita que a recuperação do partido exigiria um retorno aos valores éticos socialistas promovidos pela última vez pelo governo trabalhista de Attlee.